# زندان پاتاری

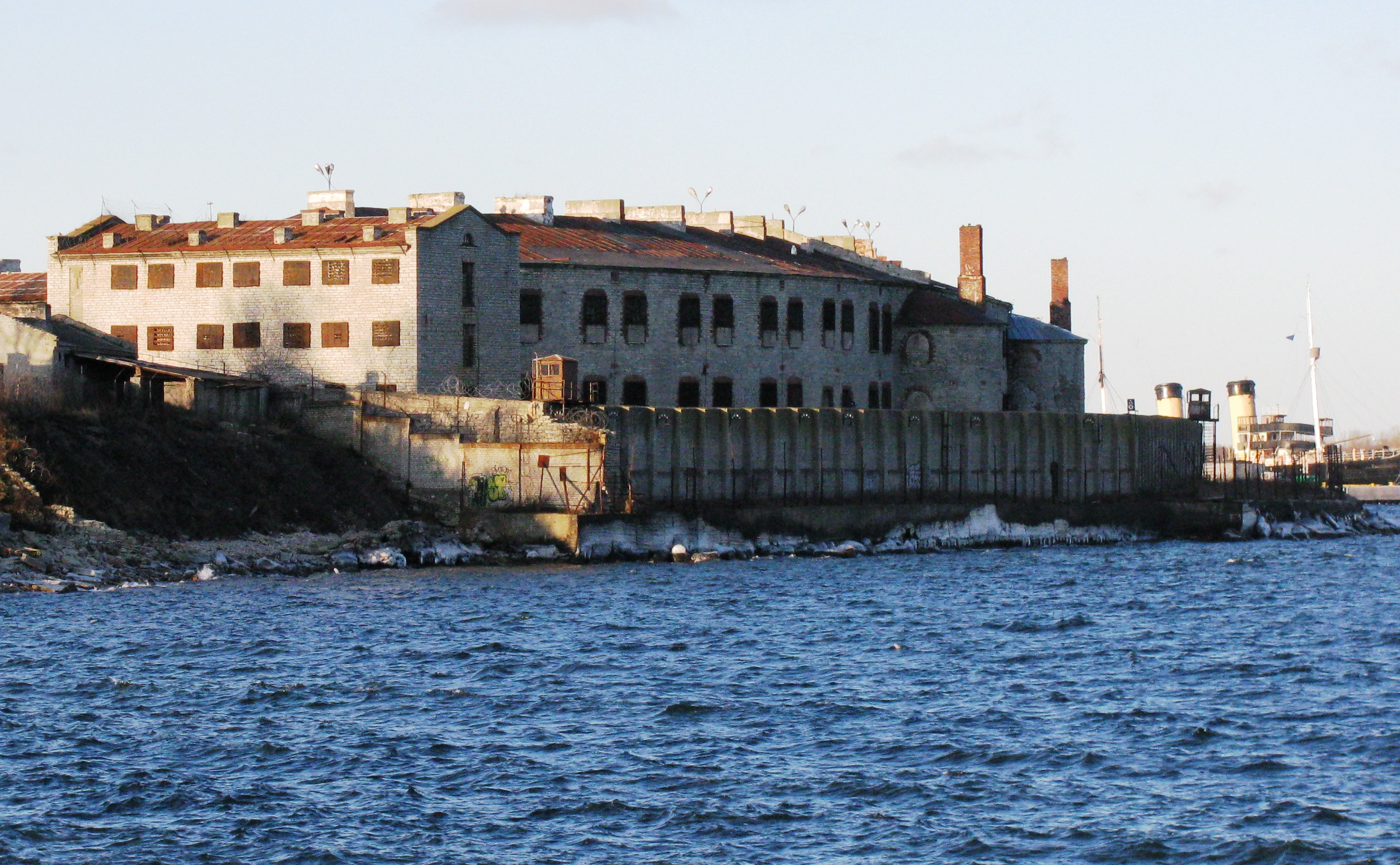
زندان پاتاری

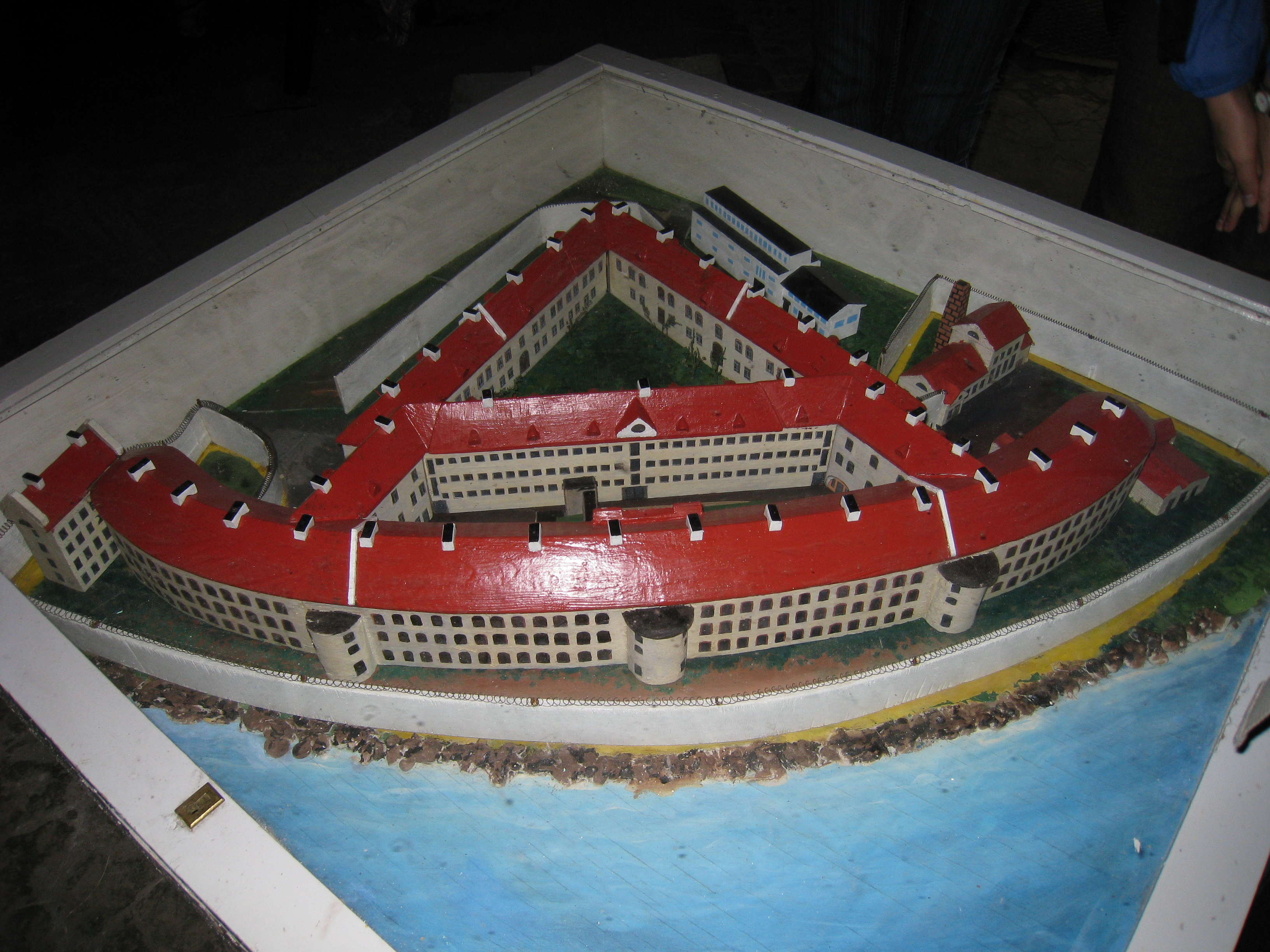
مدل زندان پاتاری

زندان و قلعه پاتاری (انگلیسی: Patarei Prison) یک مجموعه ساختمان در تالین، استونی است. این مجموعه که دارای ۴ هکتار وسعت می‌باشد از یک قلعه دریایی و یک زندان در کنار خلیج تالین تشکیل می‌شده‌است.
زندان پاتاری در سال‌های ۱۸۲۸ تا ۱۸۴۰ در زمان روسیه تزاری به دستور نیکلای یکم به‌عنوان استحکامات دریایی این کشور ساخته بود، پس از شکست روسیه در جنگ کریمه زندان و قلعه پاتاری از فهرست استحامات دفاعی روسیه حذف شد.
پس از اعلام استقلال استونی در سال ۱۹۱۸ و پس از جنگ جهانی اول این مجموعه به‌عنوان زندان بازسازی شد و در سال ۱۹۲۰، عملکرد اصلی آن به زندان تبدیل شد و تا سال ۲۰۰۲ ادامه یافت. از نظر استونیایی‌ها ، پاتاری یکی از برجسته‌ترین نمادهای وحشت سیاسی شوروی و نازی است.

## نگارخانه

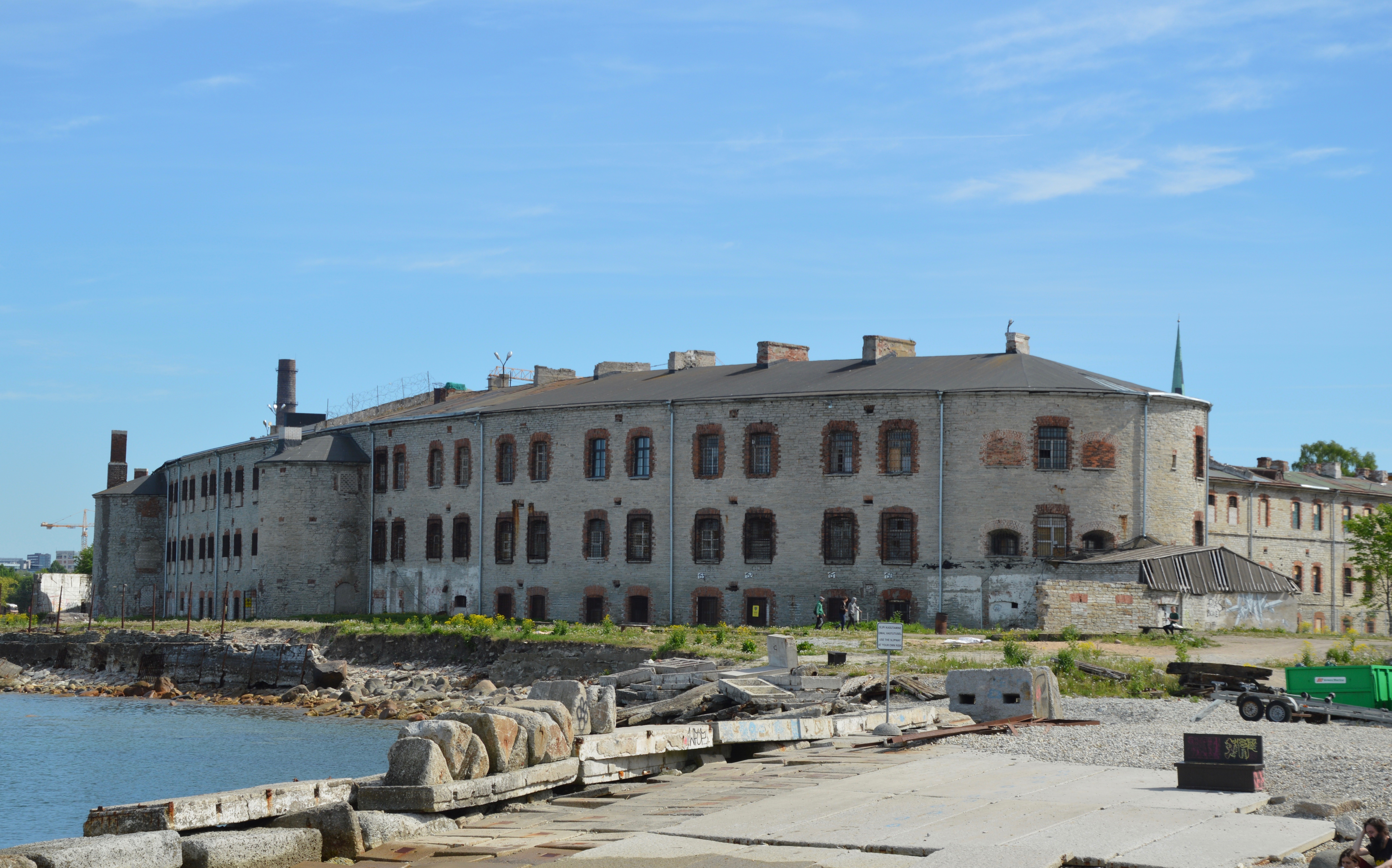
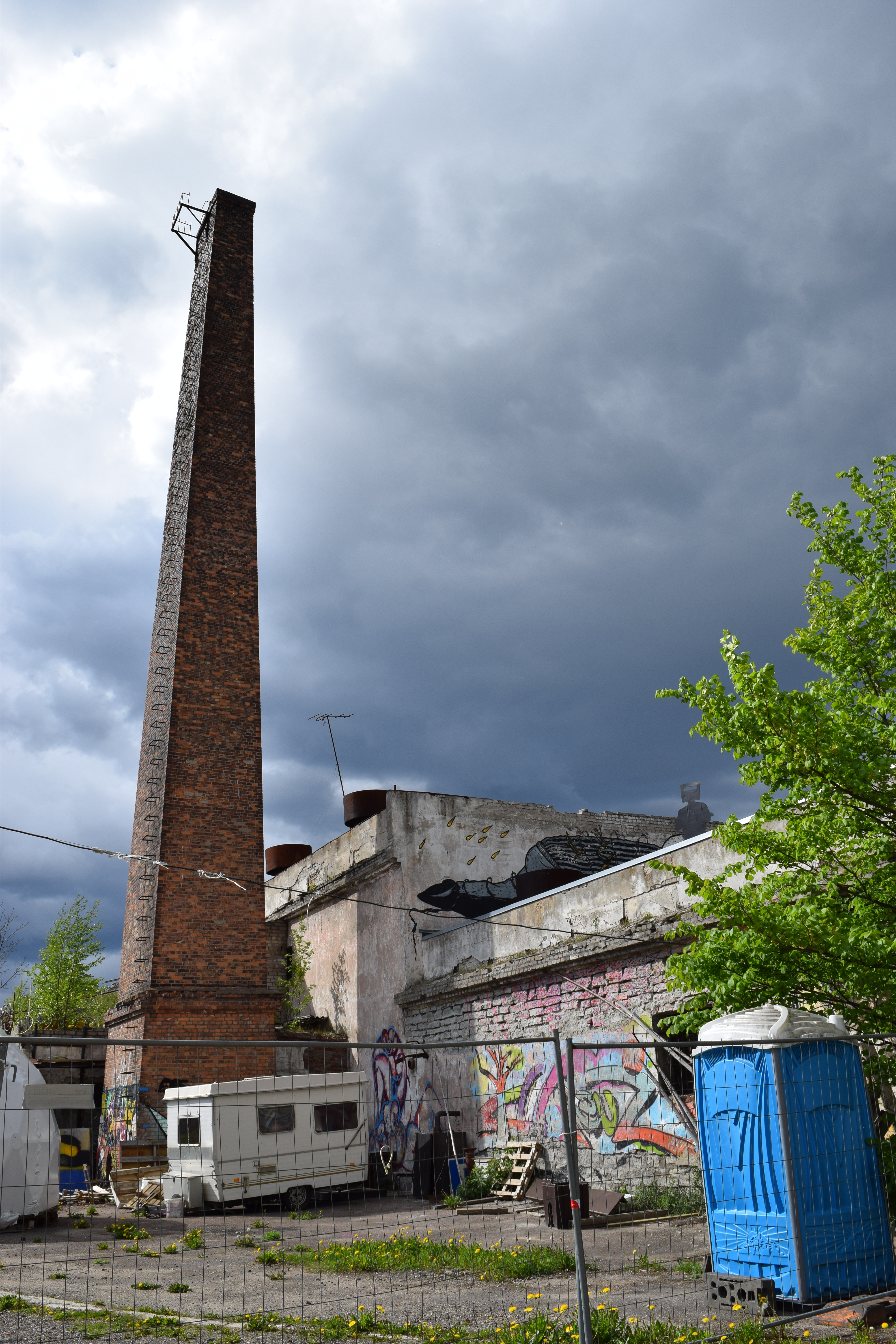
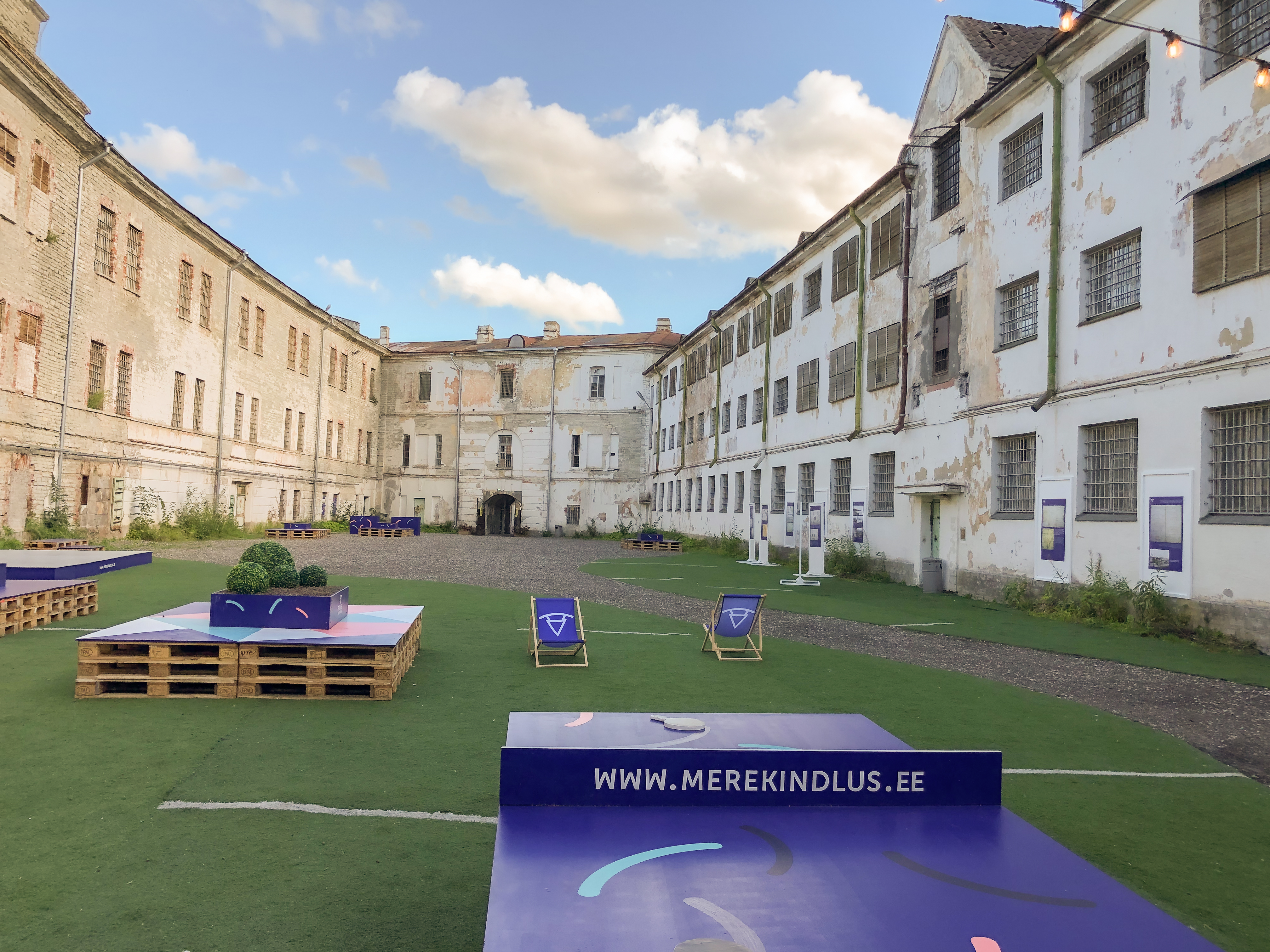
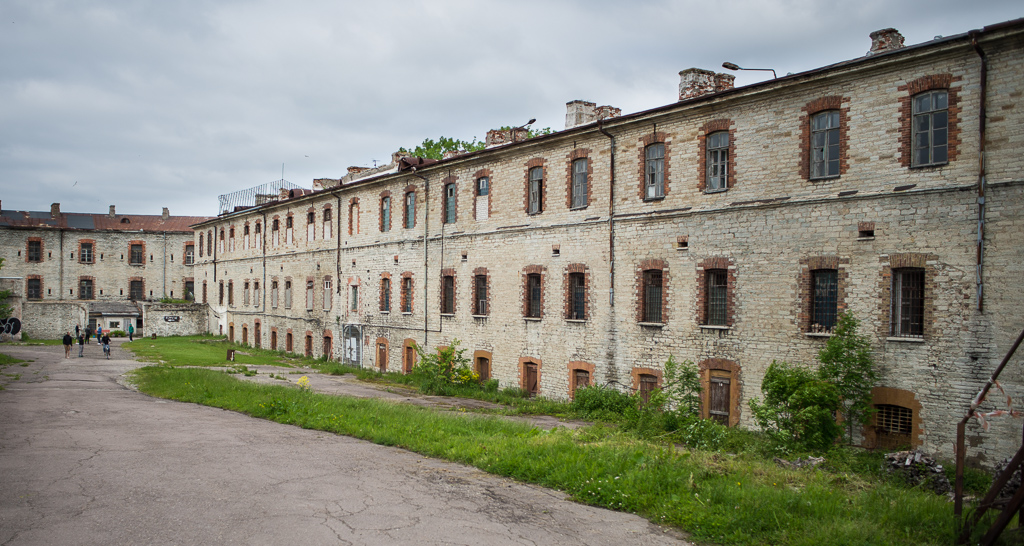